# Селін Євген Сергійович
Євге́н Сергі́йович Се́лін (нар. 9 травня 1988, Новоайдар, Ворошиловградська область, Українська РСР, СРСР) — український футболіст, захисник. Грав за збірну України.

## Клубна кар'єра
Вихованець «Сталі» (Алчевськ), до структури якої потрапив у 17 років після завершення школи. У змаганнях під егідою ДЮФЛУ провів за алчевську «Сталь» 78 матчів, забив 14 м'ячів. Перший тренер — Шаповалов О. Г.  Виступав за молодіжну команду «Сталі», в основі провів лише одну гру в Кубку України.
Тренери молодіжки харківського «Металіста» помітили високого захисника в одному з матчів своєї команди проти «Сталі». Згодом йому було запропоновано виступати у складі «Металіста» і Селін погодився. До «Металіста» перейшов у березні 2007 року. У Харкові, однак, отримувати гідну ігрову практику Селіну не вдалося. За два перші сезони за основу «Металіста» в Прем'єр-лізі він зіграв лише два матчі (дебют 8 березня 2009 року проти ФК «Львів» — 1:1, вийшов на заміну на 80 хвилині замість Віталія Бордіяна), виступаючи переважно за молодіжний склад харків'ян.
Перед початком сезону 2009—2010 перейшов на умовах піврічної оренди до полтавської «Ворскли», після завершення якої полтавський клуб повністю викупив гравця. Всього провів в складі полтавської команди в Прем'єр-лізі 74 матчі і забив шість голів.
3 січня 2013 року підписав п'ятирічний контракт з київським «Динамо», яке заплатило за футболіста 2 млн євро.
20 грудня 2016 року як вільний агент офіційно став гравцем грецького клубу «Астерас», підписавши контракт до червня 2018 року.

## Виступи за збірні
5 лютого 2008 року дебютував у матчах молодіжної збірної України у грі проти однолітків зі Швеції.
У складі української «молодіжки» був учасником фінального етапу молодіжного чемпіонату Європи 2011 року, в рамках якого взяв участь у двох з трьох ігор команди на турнірі.
За національну збірну України дебютував у матчі з Болгарією 7 жовтня 2011 року, в тому ж матчі забив дебютний гол. З того часу Євген став основним лівим захисником національної збірної та влітку 2012 року був включений до складу команди для участі на домашньому Євро, на якому зіграв в усіх трьох матчах.
| 01. | 07.10.2011 | «Динамо», Київ             | Україна — Болгарія   | 3-0 | Товариський матч         | 90' | 7' |     |  |
| 02. | 11.10.2011 | «А. Ле Кок Арена», Таллінн | Естонія — Україна    | 0-2 | Товариський матч         | 90' |    |     |  |
| 03. | 11.11.2011 | НСК «Олімпійський», Київ   | Україна — Німеччина  | 3-3 | Товариський матч         | 90' |    |     |  |
| 04. | 15.11.2011 | «Арена Львів», Львів       | Україна — Австрія    | 2-1 | Товариський матч         | 90' |    |     |  |
| 05. | 29.02.2012 | «Мошава», Петах-Тіква      | Ізраїль — Україна    | 2-3 | Товариський матч         | 90' |    |     |  |
| 06. | 28.05.2012 | «Куфштайн Арена», Куфштайн | Україна — Естонія    | 4-0 | Товариський матч         | 90' |    |     |  |
| 07. | 11.06.2012 | НСК «Олімпійський», Київ   | Україна — Швеція     | 2-1 | Фінальна частина ЧЄ-2012 | 90' |    |     |  |
| 08. | 15.06.2012 | «Донбас Арена», Донецьк    | Україна — Франція    | 0-2 | Фінальна частина ЧЄ-2012 | 90' |    | 55' |  |
| 09. | 19.06.2012 | «Донбас Арена», Донецьк    | Україна — Англія     | 0-1 | Фінальна частина ЧЄ-2012 | 90' |    |     |  |
| 10. | 15.08.2012 | «Арена Львів», Львів       | Україна — Чехія      | 0-0 | Товариський матч         | 90' |    |     |  |
| 11. | 11.09.2012 | «Вемблі», Лондон           | Англія — Україна     | 1-1 | Відбірковий матч ЧС-2014 | 75' |    | 55' |  |
| 12. | 12.10.2012 | «Зімбру», Кишинів          | Молдова — Україна    | 0-0 | Відбірковий матч ЧС-2014 | 90' |    |     |  |
| 13. | 16.10.2012 | НСК «Олімпійський», Київ   | Україна — Чорногорія | 0-1 | Відбірковий матч ЧС-2014 | 90' |    | 78' |  |
| 14. | 14.11.2012 | «Васил Левський», Софія    | Болгарія — Україна   | 0-1 | Товариський матч         | 90' |    |     |  |
| 15. | 22.05.2014 | «Динамо», Київ             | Україна — Нігер      | 2-1 | Товариський матч         | 90' |    |     |  |

## Досягнення

### «Динамо» Київ
- Бронзовий призер чемпіонату України: 2012/13
- Володар Кубка України: 2014

### Збірна України
- Учасник Євро-2012

## Цікаві факти
- До футбольної школи пішов одночасно із звичайною, в шість років, займаючись паралельно легкою атлетикою.
- Пропускаючи матч чемпіонату з «Кривбасом», він, ще граючи за «Ворсклу», приєднався на своїй машині до фанатського кортежу, який традиційно супроводжує полтавських футболістів на чергову домашню гру.

- Окрім київського «Динамо», за яке він вболівав із дитинства, йому імпонує стиль та гра англійського «Манчестер Юнайтед», улюблений гравець — Паоло Мальдіні[7].